# Florian Marciniak
Florian Marciniak (Gorzyce, 4 mei 1915 - KZ Groß-Rosen, 20 februari 1944) was een Pools verzetsstrijder in de Tweede Wereldoorlog.

## Biografie
Hij groeide op in Groot-Polen. Na zijn eindexamen, ging hij rechten studeren aan de Adam Mickiewicz-Universiteit. Kort voor het uitbreken van de Tweede Wereldoorlog, was Marciniak als bankemployé werkzaam. Al tijdens zijn schooltijd was hij lid van de scouting. Sinds 10 mei 1938 was hij de jongste scoutingsleider (Harcerz - de hoogste rang in de Poolse scouting) in Polen. Op 27 september 1939, kort voor de capitulatie in de Warschau werd Florian Marciniak tot commandant van de Szare Szeregi benoemd. In de organisatie zetten hij het principe van "Opvoeding door te vechten" om. Onder zijn leiding begon de Szare Szeregi met het verzet tegen de Duitse bezetting in Polen. Op 6 mei 1943 werd Florian Marciniak door de Gestapo gearresteerd. Een vertwijfelde poging om te vluchten tijdens het transport naar Posen, en een poging door de leden van Szare Szeregi om hem te bevrijden was zonder succes. Florian Marciniak werd eerst naar Posen en later naar het concentratiekamp Groß-Rosen overgebracht, en werd op 20 februari 1944 geëxecuteerd.
In 2006 werd door de Poolse president Marciniak postuum het Grootkruis in de Orde Polonia Restituta toegekend.

## Onderscheiding
- Postuum Grootkruis in de Orde Polonia Restituta op 11 november 2006[1]